# Ciaskowy Żleb

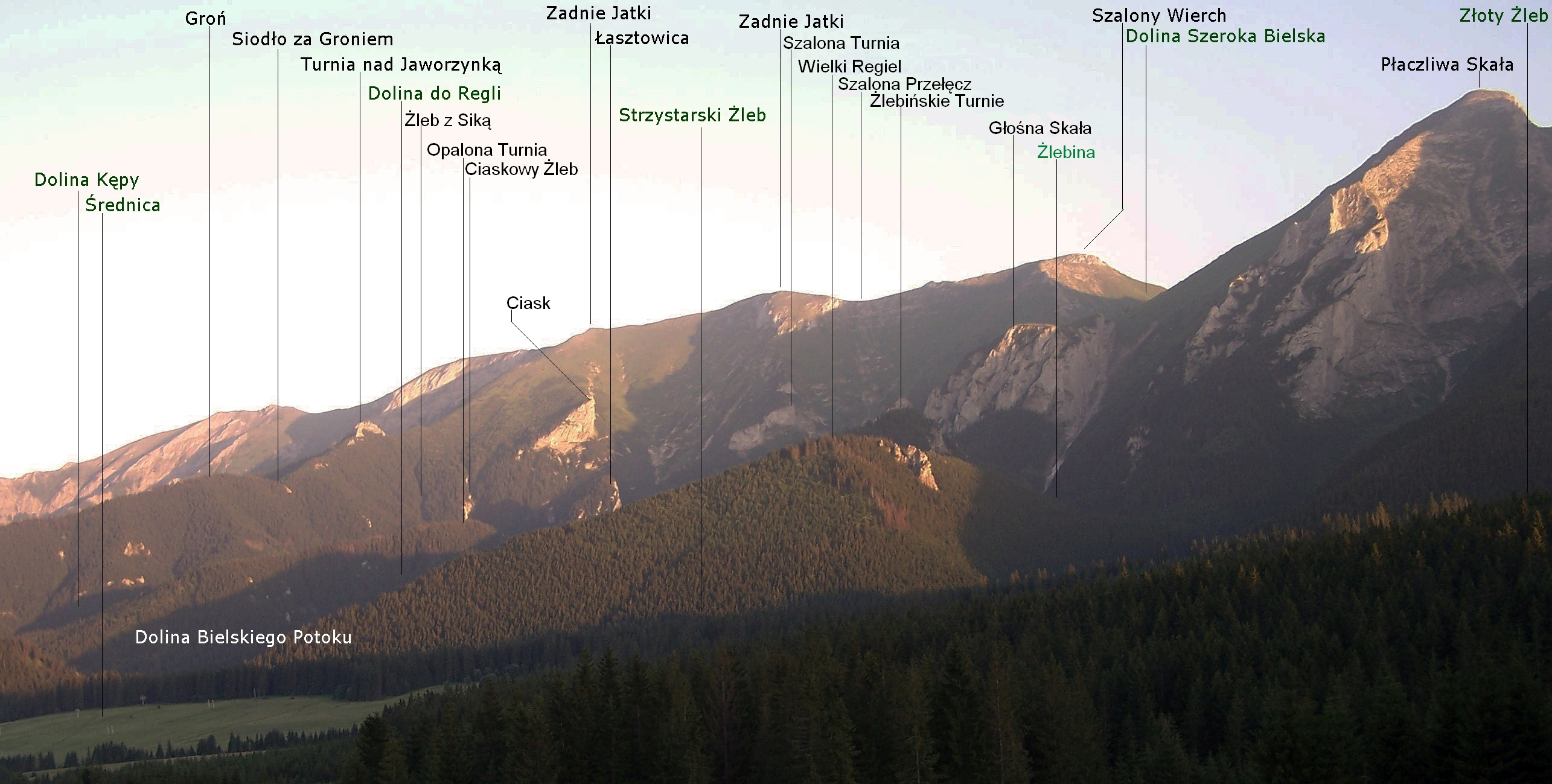

Ciaskowy Żleb – żleb w Dolinie Kępy w słowackich Tatrach Bielskich. Ma wylot w pobliżu Polany pod Siką. Jego koryto stromo podnosi się w kierunku południowo-wschodnim. Jest w nim wiele urwistych progów. Orograficznie prawe ograniczenie żlebu tworzy Ciaskowy Klin i Ciask, lewe grzęda odgałęziająca się na północny zachód od Zadniego Diablego Grzbietu. Po drugiej stronie tej grzędy znajduje się równoległy do Ciaskowego Żlebu Żleb z Siką. Władysław Cywiński podaje, że w górnej części grzędy znajduje się wśród kosodrzewiny niewielka polanka. Na rosnącej tam limbie urządzono ambonę strzelecką, usuwając część jej gałęzi.
Ciaskowy Żleb znajduje się na obszarze ochrony ścisłej Tatrzańskiego Parku Narodowego. Autorem jego nazwy jest Władysław Cywiński.

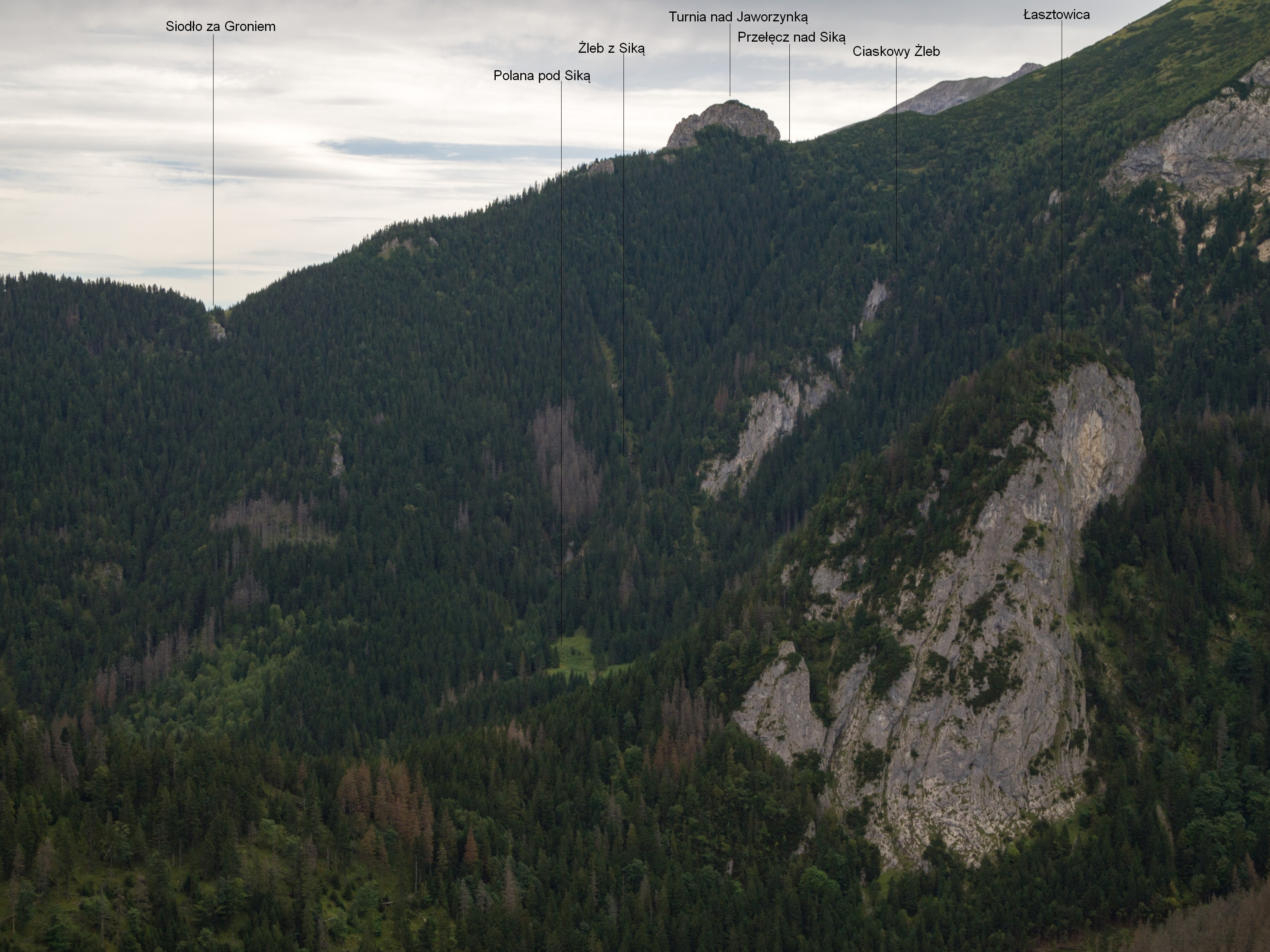